# Operazioni per linee divergenti
Le operazioni per linee esterne o operazioni per linee divergenti sono operazioni di strategia militare che si basano sul fatto che, se il punto di forza del nemico non può essere soverchiato direttamente con le proprie forze, è necessario operare su un punto differente, in cui il nemico non abbia i vantaggi tattici di cui gode nel suo punto di forza. 
Quando queste azioni vengono effettuate in campo tattico o operazionale sono indicate come diversioni, mentre in grande strategia si usa prevalentemente il termine approccio indiretto. Il concetto di operazioni per linee divergenti è applicabile in ambienti operativi puramente terrestri, ma generalmente è applicato in ambienti operativi in cui la potenza navale ha un peso significativo. 
L'operazione per linee divergenti che ebbe il maggiore successo nell'antichità fu la campagna di Spagna della seconda guerra punica, con cui Scipione si costituì una base di operazioni da cui operare direttamente contro Cartagine, costringendo quindi Annibale a ritirarsi dall'Italia. In epoche più recenti la strategia per linee divergenti fu ampiamente utilizzata dall'Impero Britannico.

## Storia
Clausewitz, il teorico più coerente dell'approccio diretto, ammette che la guerra non può essere ridotta ad un puro scontro unico che concluda tutto in un'unica azione, quindi, su questa base, si può anche dire che l'arte della guerra è l'arte della diversione, ed i pareri fra i vari teorici variano essenzialmente sull'importanza e l'estensione delle diversioni stesse. Lo studio delle operazioni su linee divergenti è presentato praticamente da tutti gli studiosi dell'arte bellica, a partire da Sun Zi fino agli scrittori del XX secolo, in pratica si tratta di provocare danni al nemico su una linea di approccio che il nemico stesso ritiene secondaria (e quindi utilizza meno risorse per la sua difesa). Ad una concezione così diffusa, fa riscontro un uso pratico dell'approccio per linee divergenti da parte di quasi tutti coloro che sono considerati i maggiori comandanti militari della storia Annibale, Scipione Africano, Subedei, Marlborough, Bonaparte nel primo periodo della sua carriera.
La più antica strategia politica (o grande strategia) basata sull'approccio indiretto fu quella dell'Impero romano d'oriente, che, nel corso della sua storia, evitò, per quanto possibile, gli scontri diretti contro i vari nemici che si presentarono, privilegiando invece la diplomazia rivolta verso gli eventuali antagonisti dei nemici del momento. Con un mix di opzioni militari con truppe ad alto livello di addestramento e di diplomazia (talvolta supportata da cospicue donazioni di oro) verso i popoli che potevano minacciare le frontiere del nemico, l'impero riuscì a sopravvivere a tutti i successivi invasori fino al 1204 (caduta e saccheggio di Costantinopoli da parte dei crociati).
La conseguenza immediata dell'utilizzo di un approccio indiretto è che le forze armate nemiche non diventano più l'obiettivo principale delle proprie azioni, ma solamente uno degli obiettivi possibili,  e, se le circostanze lo permettono, è meglio far crollare le forze armate nemiche senza impegnarle direttamente e lungo la linea di previsione naturale, mentre la distruzione delle forze nemiche è solo un mezzo per arrivare allo scopo, che è distruggere la volontà di combattere del nemico. In un certo senso l'approccio indiretto è un'azione finalizzata a squilibrare il dispositivo nemico, in modo da utilizzare i suoi movimenti come leva per la sua caduta. Un concetto comune a tutti i fautori dell'approccio indiretto è che la massima capacità militare è quella di ottenere la vittoria decisiva senza arrivare ad un combattimento con la massa del nemico.
Naturalmente la superiorità marittima favorisce notevolmente l'uso di linee di approccio indiretto, in quanto permette di operare su un fronte più ampio, comprendente anche le coste del nemico. In particolare l'approccio indiretto fu utilizzato dall'Impero britannico nel corso del XVIII secolo, prima nella Guerra di successione di Spagna, in cui, di fronte agli attacchi francesi nelle Fiandre Marlborgh operò una serie di diversioni contro la Baviera, partendo dalla sua base di operazioni sulla Mosa (1704) e ottenendo la vittoria di Blenheim. Nel corso di quella stessa guerra l'Inghilterra utilizzò la sua potenza navale nel Mediterraneo per occupare due punti strategici di estrema rilevanza, cioè Gibilterra (4 agosto 1704) e Port Mahon a Minorca (1708), praticamente senza mettere a repentaglio le proprie forze marittime, ma guadagnando la possibilità di tenere sotto scacco qualsiasi azione navale francese. Successivamente, nel corso della guerra dei sette anni, l'Inghilterra si disinteressò alla guerra continentale in Europa, fornendo solo un sostegno finanziario alla Prussia, ma operò principalmente in America Settentrionale ed in India, ottenendo risultati strategicamente molto brillanti in entrambi i teatri (la cacciata della Francia dal Québec e dall'India), acquisendo così, con la pace, un incremento notevole del suo impero coloniale, senza aver corso rischi contro le forze principali (terrestri) del nemico.

## Esempi storici

### Campagna di Scipione in Spagna e Africa
Successivamente alla battaglia di Canne la situazione in Italia era arrivata ad uno stallo, nessun generale romano aveva la temerarietà di sfidare Annibale in campo aperto e Annibale stesso non aveva le risorse necessarie per attaccare direttamente Roma, tanto che arrivò fino in vista dell'Urbe, ma non riuscì ad andare oltre. Dall'altra parte i romani, sia pure con il nemico alle porte, nel senso letterale, conservavano un morale abbastanza alto da trovare offerenti per l'acquisto dei terreni su cui Annibale era accampato. La gestione militare dell'esercito romano, ora affidata a Fabio Massimo, permetteva di impedire ulteriori successi ad Annibale, ma non a sconfiggerlo, almeno in tempi brevi.
La Spagna era il punto critico di Annibale, in quanto i rifornimenti ed i rinforzi potevano giungergli via mare solo fino a che i cartaginesi avessero controllato almeno la Sicilia Meridionale o via terra solo attraverso la Spagna. Con la caduta di Siracusa (212 a.C.) le rotte marittime non erano più sicure per le navi cartaginesi, quindi tutti i collegamenti fra Cartagine ed Annibale passavano attraverso la Spagna. Nel 211 a.C. era avvenuto quello che per le armi romane poteva essere considerato un disastro: i due eserciti consolari presenti in Spagna erano stati attaccati in battaglia separatamente ed entrambi sconfitti, ed erano caduti entrambi i comandanti, i fratelli Publio Scipione il Vecchio e Cneo Scipione, ormai tutto il territorio spagnolo a sud dell'Ebro era saldamente in mano ai cartaginesi. A Roma fu deciso di nominare un proconsole, e la scelta popolare cadde su Publio Cornelio Scipione, figlio di Publio il Vecchio, che era stato edile nel 212 a.C.. Scipione nel 210 a.C. trasferì in Spagna 10000 fanti e un migliaio di cavalieri con trenta quinqueremi, giungendo a Tarraco, dove raccolse le truppe rimaste in Spagna al comando di Marcio insieme ai propri rinforzi, studiando inizialmente la situazione e cercando di acquisire la benevolenza degli iberici rimasti fedeli ai romani. La base operativa cartaginese in Spagna era la città di Cartagena (Carthago Nova), da cui però gli eserciti cartaginesi presenti nella penisola erano separati da un minimo di dieci giorni di marcia. Scipione riuscì a conquistare Cartagena in poco più di una settimana dopo il passaggio dell'Ebro, ed a quel punto si trovò in posizione centrale rispetto agli eserciti cartaginesi, che, per di più, avevano perso la base operativa. Scipione, comunque, pur occupando la posizione centrale, evitò di agire per linee interne, utilizzando, per tutta la campagna di Spagna, come sua base principale Tarraco, conservando comunque a Carthagho Nova una guarnigione sufficiente a vanificare qualsiasi tentativo di occupazione fatto dai cartaginesi.
La campagna di Scipione in Spagna proseguì con la vittoria di Becula, in cui costrinse Asdrubale Barca a ritirarsi verso nord-ovest e tentare il ricongiungimento con il fratello Annibale, portando con sé il grosso delle forze di Magone, venendo bloccato definitivamente ala foce del Metauro. L'anno successivo, per sostituire Asdrubale Barca, i cartaginesi inviarono in Spagna un nuovo comandante, Annone, mentre Magone rientrò dalle Baleari, dove aveva reclutato nuove truppe, contemporaneamente Asdrubale di Giscone muoveva dalla Lusitania per bloccare Scipione a Tarragona. Scipione fece muovere solo le truppe leggere, che, al comando del suo luogotenente Silano, sconfissero i celtiberi comandati da Magone e successivamente catturarono Annone con le sue truppe. È notevole che quell'anno fu il primo in cui Annibale, a causa della mancanza di rifornimenti da Cartagine, fu costretto all'inattività in Italia. A questo punto, assicuratosi da attacchi alle spalle, Scipione mosse subito contro Asdrubale, che, ritiratosi, fu costretto a dividere l'esercito in distaccamenti per fornire guarnigioni alle città da lui controllate. Nel 206 a.C. Scipione mise fine definitivamente alla presenza cartaginese in Spagna sconfiggendo Asdrubale a Ilpia, compiendo così la missione per cui era stato messo a capo delle sue forze. Gli anni successivi in Spagna furono spesi per pacificare la regione dalle tribù ribelli, senza che nel teatro fossero più presenti grossi eserciti cartaginesi.
Nel corso della campagna in Spagna Scipione gestì anche politicamente la campagna che doveva rappresentare il complemento della seconda guerra punica, cioè quella in Africa, che doveva colpire il potere cartaginese direttamente a Cartagine. Scipione, dopo la battaglia di Becula, aveva catturato Massiva, nipote di Massinissa, ma, invece di tenerlo come ostaggio gli fece dei ricchi doni e lo rimandò libero allo zio, guadagnandosi così la sua riconoscenza. Massinissa era il comandante militare della cavalleria numida al servizio dei cartaginesi, ma con pretese al trono della Numidia occidentale (Massili), prima di abbandonare la Spagna Scipione ebbe un colloquio con Massinissa, in vista di una possibile alleanza in Africa. Dopo la battaglia di Ilipa Scipione si recò al campo del re della Numidia orientale (Massili), Siface, alleato cartaginese, e, nel corso di un banchetto a cui partecipò anche Asdrubale di Giscone, egli stabilì ottimi rapporti con il re, in previsione di una possibile alleanza fra Roma e Numidia in Africa.
Scipione rientrò a Roma nel 205 a.C., venendo eletto console quello stesso anno, e discusse la possibilità di trasferire la guerra in Africa. Questa proposta non fu accettata passivamente, anzi lo stesso Fabio Massimo si oppose in senato decisamente al piano, sostenendo che l'obiettivo principale della campagna non doveva essere Cartagine, ma l'esercito di Annibale, ancora stanziato in Italia. Scipione ribatté a Fabio Massimo basandosi soprattutto sull'effetto morale che avrebbe avuto per i cartaginesi vedere la guerra a poca distanza dalla loro città, effetto che avrebbe necessariamente portato all'abbandono dell'Italia da parte di Annibale, che necessariamente sarebbe stato richiamato in Africa per proteggere il centro politico del potere cartaginese. Il senato assegnò a Scipione come console la Sicilia, dandogli comunque la facoltà di decidere la possibilità di uno sbarco in Africa se lo avesse ritenuto indispensabile per il bene dello stato. Scipione, arrivato in Sicilia, inviò Lelio in Africa per una ricognizione strategica, nel corso della quale Lelio stesso incontrò Massinissa, che rimproverò a Scipione di non essere giunto con tutto l'esercito, nel momento in cui i cartaginesi erano atterriti anche solo dal suo nome. Nel 204 a.C. Scipione fu autorizzato a trasferire le sue truppe in Africa, truppe che non erano altro che le legioni sconfitte a Canne (V e VI Legio)  e trasferite per punizione in Sicilia, per un totale (stimato, dato che le fonti non concordano su questo dato) di 16000 fanti e 1600 cavalieri. La situazione politica in Africa non era quella che Scipione aveva cercato di creare nei suoi contatti in Spagna, dato che Massinissa era stato spodesto del trono e le sue forze erano un numero di cavalieri a lui fedeli, mentre Siface si era legato più strettamente a Cartagine, sposando la figlia di Asdrubale Giscone, Sofonisba.
Scipione sbarcò nei pressi di Utica, a circa 35 km da Cartagine e, dopo un inutile assedio durato quaranta giorni, si ritirò nei campi invernali, data la presenza di un esercito superiore al suo guidato da Siface e Asdrubale. Nel corso dell'inverno Scipione inviò diverse ambascerie al campo nemico per trattative di pace, trattative che non portarono a conclusioni a causa delle richieste inaccettabili dei cartaginesi, che, comunque, erano evidentemente disposti a far ritirare Annibale dall'Italia. Scipione, dopo la chiusura delle trattative, attaccò di sorpresa il campo numida e quello cartaginese, costringendo entrambi i comandanti a ritirarsi con un numero di uomini insufficiente a contrastarlo efficacemente. Trenta giorni dopo, avendo reclutato truppe dalla Spagna e dalla Numidia, Siface e Asdrubale si accamparono ai Campi Magni, ma Scipione, raccolto l'esercito, li sconfisse pesantemente in campo aperto, costringendo Siface a rientrare in Numidia e Asdrubale a Cartagine. Il successivo inseguimento, effettuato da Lelio e Massinissa, portò alla cattura di Siface e di Sofonisba, che riuscì però a sedurre nientemeno che lo stesso Massinissa, ma Scipione, con una lettera, rammentò all'alleato numida (irretito dalla donna, che lo stava convingendo a tradire il romano) l'alleanza con Roma, e pretese la consegna di Sofonisba, Allora Massinissa, per evitarlo, disse alla donna di suicidarsi, cosa che ella fece assumendo del veleno.
A questo punto della guerra Scipione, essendosi assicurato le retrovie,  pose il campo a Tunisi, tagliando i collegamenti fra Cartagine ed il continente. Il senato cartaginese inviò un'ambasceria a Scipione per trattare la pace, e Scipione propose condizioni accettabili per l'ambasceria, imponendo comunque una tregua e l'invio di rappresentanti cartaginesi al senato di Roma. Tuttavia il senato cartaginese non era unanime, quindi vennero richiamati a Cartagine Annibale (dall'Italia) e Magone (dalle Baleari). Intanto a Cartagine erano state saccheggiate un certo numero di navi onerarie che dovevano portare rifornimenti a Scipione, disperse in seguito ad una tempesta, e le navi cartaginesi avevano attaccato una nave militare che trasportava ambasciatori romani a questa violazione della tregua Scipione reagì riprendendo le armi e richiamando dalla Numidia Massinissa con le truppe che gli aveva assegnato per consolidare il suo potere. Annibale, tornato dall'Italia, si accampò nei pressi di Zama, e, in un colloquio con Scipione, tentò di ottenere condizioni di pace migliori di quelle che erano state stipulate prima della violazione della tregua da parte dei cartaginesi, condizioni rifiutate da Scipione. Il giorno dopo i due generali vennero battaglia, e da quel momento Cartagine divenne una potenza satellite di Roma.
L'azione divergente di Scipione è estremamente notevole, in quanto effettuata praticamente per tutta la sua durata con le forze principali del nemico (l'esercito di Annibale) più prossime alla base politica romana (Roma) delle forze di Scipione. Tuttavia il criterio strategico di Scipione confermava che la chiave per decidere la guerra non poteva essere trovata in quella che Clausewitz chiama la "battaglia decisiva", almeno dopo l'esito della battaglia di Canne, se non con prezzi militari e umani estremamente elevati. Al punto della guerra in cui Scipione iniziò il suo comando era necessario crearsi una base politico logistica fuori dall'Italia, per poi operare direttamente contro la base politica cartaginese (Cartagine) per costringere Annibale ad abbandonare la sua posizione forte in presenza di un pericolo incombente ed assoluto. In questo quadro è importante notare che una sconfitta di Scipione a Zama avrebbe rappresentato solo una sconfitta tattica romana, e la guerra o sarebbe comunque terminata con Cartagine chiusa nei suoi domini africani o sarebbe proseguita, coma la prima guerra punica, con una vittoria romana.

### Campagna di Niceforo Foca
Intorno all'anno 900 un esercito arabo, proveniente dalla Cilicia, mise sotto assedio la città di Mistheia (presso il lago di Beyşehir), mentre gli strategoi dei themata invasi e saccheggiati restavano di fronte all'invasore per cercare di mantenere il possesso della città, Niceforo Foca, comandante dell'esercito di campagna, entrò in territorio nemico, puntando su Adanes. La guarnigione uscì per contrastare le forze di Foca, che erano organizzate in modo da privilegiare la velocità di movimento, subendo una pesante sconfitta. Foca, invece di assalire la città, devastò le campagne circostanti, rendendo quindi la città stessa inutilizzabile come base logistica per l'esercito nemico. Da Adanes puntò verso la costa, catturando una gran quantità di ovini aggravando ulteriormente i problemi logistici dei comandanti nemici, dato che l'approvvigionamento di carne era appunto basato su carni ovine. Tornò quindi verso l'interno verso il fiume Kydnos, senza tuttavia impegnarsi nell'attacco della città di Tarso, che sorgeva alla foce del fiume stesso. A questo punto, dopo aver saccheggiato tutto il territorio rientrò in territorio imperiale attraverso le porte della Cilicia.
Gli jihadisti che stavano assediando Mistheia di fronte a questi eventi furono costretti ad abbandonare l'assedio, tentando di intercettare Niceforo Foca, ma, «non guadagnarono nulla né in un luogo né nell'altro».
L'operazione mostra come l'approccio indiretto in difensiva possa ottenere successi che la difensiva pura non riuscirebbe ad eguagliare. È notevole il fatto che Foca, di fronte alle città, non abbia consumato il suo tempo in assedi, sia perché le sue forze dovevano operare con una velocità tale da non poter essere intercettate, sia perché non erano in grado di opporsi in campo aperto all'esercito che stava assediando Mistheia.

### Campagna d'Arabia nella Prima guerra mondiale
Le operazioni belliche contro la Turchia nel corso della prima guerra mondiale da parte delle potenze occidentali erano iniziate con una serie di insuccessi: il tentativo non riuscito di forzamento dei Dardanelli da parte della flotta anglo-francese (18 marzo 1915), l'operazione di Gallipoli (25 aprile 1915 - 8 gennaio 1916), la spedizione di Salonicco (ottobre 1915) e, più bruciante di tutte, la resa di Kut (29 aprile 1916). In quel momento tutte le linee di approccio al cuore dell'Impero Turco erano tenute dagli Imperi Centrali. A questo punto gli inglesi decisero di giocare una carta che avrebbe cambiato sia il corso della guerra in Medio Oriente sia la storia del XX secolo: la rivolta araba contro l'Impero ottomano.
Le prime offerte inglesi agi arabi, che riconoscevano la loro più alta autorità morale nello sceriffo della Mecca Hussein partirono da Kitchener, all'epoca a Londra, ma che aveva soggiornato per lungo tempo in Egitto. Tuttavia la situazione rimase piuttosto fluida, con la Gran Bretagna che faceva accordi non coordinati con arabi, francesi e russi sulle spoglie dell'Impero ottomano in Medio Oriente. All'inizio del 1916 fu stipulato un accordo con lo sceriffo perché gli arabi entrassero in azione appena possibile in aiuto dei britannici. Anche se l'accordo fu tenuto segreto, nello stesso periodo Gemal Pascià prevenne i ribelli spostando le unità di composizione prevalentemente araba dalla Siria e facendo giustiziare in massa i sospetti di ribellione, dopo questa azione fu organizzata a Costantinopoli una colonna mobile di 3500 uomini da inviare a Medina via treno e destinata a tenere sotto controllo la Mecca stessa. Di fronte a questa azione Feisal, figlio dello sceriffo, concluse che non era più possibile aspettare per dare il via alla rivolta.
Intanto l'Arab Bureau (di stanza al Cairo) inviò in Arabia rifornimenti e una batteria di mitragliatrici e due batterie da montagna (tutte con ufficiali e serventi egiziani, quindi di religione mussulmana) furono inviate a Gedda, dove sbarcarono il 28 giugno. Alla fine di luglio gli arabi, pur controllando il centro della penisola e praticamente tutto l'Hejaz, erano sotto pressione ed erano stati respinti da Medina. I britannici non potevano intervenire direttamente in appoggio degli arabi, dato che la vicinanza delle città sante dell'Islam poteva provocare attriti per la presenza di truppe "infedeli", quindi, dopo una ricognizione effettuata da T.E. Lawrence (all'epoca ufficiale inferiore nell'Esercito Britannico), venne presa la decisione di inviare un piccolo gruppo di persona come "consiglieri tecnici" per i capi arabi. Il 16 ottobre Lawrence fu sbarcato a Yanbo, in Arabia, per tenere i contatti con Feisal, figlio dello sceriffo Hussein e capo militare della rivolta araba. Da quel momento, invece di cercare lo scontro con le forze turche, gli arabi iniziarono una serie di azioni dirette a logorare le linee di comunicazione nemiche. Già nel gennaio 1917 bloccarono le forze turche che da Medina si preparavano a marcire su Rabigh e sulla Mecca semplicemente stanziando Abd Allah (fratello di Feisal) con una forza non eccessiva (circa 5000 irregolari) in posizione tale da poter intercettare qualsiasi rifornimento per Medina (base operativa dell'esercito turco) sia per via ferroviaria sia tramite carovane. Intanto Feisal, con un contingente di circa 10000 uomini (di cui circa 5100 su cammelli) mosse verso Wegh, che fu catturata, con l'appoggio determinante della flotta britannica, il 24 gennaio. In seguito alla caduta di Wegh gran parte delle forze turche furono ritirate dalla Hejaz per essere rischierate sulla ferrovia per Medina. La conquista di Weg permise a gruppi di arabi in cui erano inseriti, come consiglieri militari, ufficiali inglesi di operare lungo il corso della ferrovia tra Ma'an e Medina, causando quindi grosse difficoltà logistica alle forze turche stanziate nella regione. Lawrence, partendo dalla considerazione della scarsezza di materiali confrontata all'abbondanza di uomini dell'esercito turco, arrivò alla conclusione che era più importante per la vittoria accanirsi contro i materiali che contro le forze turche, dando quindi inizio ad una serie di azioni finalizzate unicamente alla riduzione della capacità logistica dell'esercito turco. In maggio Baghdad veniva occupata dalle truppe britanniche, tuttavia, la separazione fra le forze arabe (sulla costa del Mar Rosso) e quelle regolari britanniche (in Mesopotamia) era ancora troppo elevata perché si potesse parlare di cooperazione diretta. invece, nel luglio di quell'anno, Lawrence riuscì ad occupare Aqaba, potendo quindi avere una cooperazione tattica con le truppe britanniche presenti in Egitto, bloccate in quel momento davanti a Gaza.
Con l'occupazione di Aqaba l'Hejaz era stato quasi completamente liberato dai turchi, ora era necessario puntare verso la Siria per scardinare il sistema difensivo dei turchi, ma questa azione poteva essere fatta sì con trupp irregolari, ma solo se appoggiate anche da forze regolari dell'esercito britannico. Lawrence individuò il punto critico per le forze turche nell'Hauran e nella città di Der'a, anche considerando gli accordi con Allenby, che prevedevano che le truppe irregolari arabe operassero a est del Giordano e del Mar Morto. Nell'ottobre del 1917 Allenby iniziò le operazioni forzando il varco fra Egitto e Palestina, non con un attacco diretto su Gaza, che era già fallito du volte, ma agendo su Bersabea, attaccando successivamente Gaza di fianco. L'attacco Bersabea iniziò il 31 ottobre ed ebbe immediatamente successo, ma, per la mancanza d'acqua, l'inizio del movimento verso Gaza iniziò solo il 6 novembre, mentre dietro le linee il fronte era bloccato da settanta uomini a dorso di cammello agli ordini del capitano Newcombe. L'avanzata successiva di Allenby portò l'esercito britannico a Gerusalemme il 9 dicembre. Intanto le truppe arabe con Lawrence saccheggiavano i raccolti di granturco ad est del Mar Morto, occupando Tafila e conducendo l'unica battaglia campale di tutta la campagna. Ad aprile il tentativo di Allenby di occupare Amman fu frustrato dal cattivo tempo che ingrossò il Giordano e dall'arrivo di rinforzi turchi in città.
Il piano di Allenby a questo punto si orientò su un'azione lungo la costa, azione per cui erano necessarie azioni diversive degli arabi per attirare l'attenzione dei turchi sull'interno, ed in particolare su Der'a. Quindi in agosto Lawrence, con il reparto regolare di cammellieri inglesi, appoggiato anche da autoblindo, mosse verso Der'a, per rinforzare l'inganno Lawrence acquistò tutto il foraggio ed i viveri nelle campagne oltre il Giordano, facendo credere in questo modo ai turchi (subito informati dai loro informatori fra gli arabi) che il grosso dell'esercito britannico avrebbe marciato attraverso quelle zone. Il 17 settembre Der'a era stata isolata, mentre le riserve turche e, soprattutto, alcuni preziosi battaglioni tedeschi, marciavano per contrastare il (presunto) grosso dell'esercito britannico nella zona. Il 19 settembre scattò l'offensiva di Allenby sulla costa, sorprendendo le forze ivi schierate e realizzando uno sfondamento che portò i britannici sul retro di tute le forze turche presenti nel Medio Oriente, con il conseguente collasso della VII e VIII Armata e la minaccia sulle spalle della IV Armata turche.
In questa situazione fu sufficiente un minimo sforzo da parte degli irregolari arabi di Lawrence per disorganizzare completamente la IV Armata tuca e far cadere Der'a, abbandonata dai turchi senza combattere dopo aver distrutto il materiale ancora efficiente. Il 30 settembre la cavalleria australiana bloccava le uscite a nord ovest di Damasco, dove era scoppiata la rivolta araba, il 1º ottobre Lawrence e gli arabi entravano a Damasco, coronando così la rivolta araba contro l'Impero ottomano. Il 4 ottobre Lawrence abbandonava Damasco e rientrava al suo ufficio al Cairo.
Il commento di Liddell Hart a questa campagna è che la strategia ebbe una base scientifica che sconvolgeva le dottrine ortodosse (cioè basate sul concetto di Clausewitz di impegnare come obiettivo primario le forze nemiche), impegnando le forze arabe nella distruzione del materiale logistico su cui le forze nemiche appoggiavano la loro azione, evitando lo scontro diretto. Lawrence stesso sostiene che «L'esercito arabo non ha mai tentato di mantenere o migliorare una posizione di vantaggio, ma di muoversi per attaccare in un punto diverso. Continuare l'azione fino al momento in cui il nemico modificava le sue disposizioni per resistere, sarebbe stato mettere in crisi la regola fondamentale di non dargli la possibilità di avere obiettivi».